# Белчугателе
Белчугателе (рум. Belciugatele) — село у повіті Келераш в Румунії. Входить до складу комуни Белчугателе.
Село розташоване на відстані 27 км на схід від Бухареста, 78 км на північний захід від Келераші, 145 км на південний схід від Брашова.

## Населення
За даними перепису населення 2002 року у селі проживали 994 особи, з них 990 осіб (99,6%) румунів. Рідною мовою 990 осіб (99,6%) назвали румунську.